# Černohorská ženská házenkářská reprezentace
Černohorská házenkářská reprezentace žen reprezentuje Černou Horu na mezinárodních házenkářských akcích, jako je mistrovství světa nebo mistrovství Evropy.

## Mistrovství světa
| Rok/pořádající země             | Účast                           |
| ------------------------------- | ------------------------------- |
| MS 2011 Brazílie                | 10. místo                       |
| MS 2013 Srbsko                  | 11. místo                       |
| MS 2015 Dánsko                  | 8. místo                        |
| MS 2017 Německo                 | 7. místo                        |
| MS 2019 Japonsko                | 5. místo                        |
| MS 2021 Španělsko               | 22. místo                       |
| MS 2023 Dánsko, Norsko, Švédsko | 7. místo                        |
| Celkem                          | Účast – 7× · – 0× · – 0× · – 0× |

## Mistrovství Evropy
| Rok/pořádající země                              | Účast                           |
| ------------------------------------------------ | ------------------------------- |
| ME 2010 Dánsko, Norsko                           | 6. místo                        |
| ME 2012 Srbsko                                   | Zlatá medaile                   |
| ME 2014 Chorvatsko, Maďarsko                     | 4. místo                        |
| ME 2016 Švédsko                                  | 13. místo                       |
| ME 2018 Francie                                  | 9. místo                        |
| ME 2020 Dánsko                                   | 8. místo                        |
| ME 2022 Černá Hora, Severní Makedonie, Slovinsko | Bronzová medaile                |
| Celkem                                           | Účast – 7× · – 1× · – 0× · – 1× |

## Olympijské hry
| Rok/pořádající země     | Účast                           |
| ----------------------- | ------------------------------- |
| LOH 2012 Londýn         | Stříbrná medaile                |
| LOH 2016 Rio de Janeiro | 11. místo                       |
| LOH 2020 Tokio          | 6. místo                        |
| Celkem                  | Účast – 3× · – 0× · – 1× · – 0× |